# Enzymové inženýrství
Enzymové inženýrství (či enzymové technologie) je aplikace modifikace struktury enzymů a tím pádem i jejich katalytické aktivity jak ve smyslu změny reakční kinetiky tak ve smyslu změny vlastní katalyzované reakce. Aplikace metod enzymového inženýrství umožňuje nejen cílenou přeměnu jedné sloučeniny na jinou (biotransformace) během jedné chemické reakce, ale umožňuje i návrh nových reakčních kaskád. Výsledné produkty mohou být užitečné jako např. léky, paliva, potraviny či zemědělská aditiva.